# La Trampa (banda española)
La Trampa fue un grupo español de música rock.

## Trayectoria
Oriundos de Madrid, fueron descubiertos por Jesús Pozo, de la discográfica Zafiro, que los contrató en 1988. Un año después publicaban su primer LP, titulado precisamente La Trampa, uno de cuyos temas, Lo que me gusta de ti, fue compuesto por el líder del grupo, Pablo Perea, junto a Manolo Tena.
El segundo LP, Volver a casa (1990), contenía un tema con el mismo título que se convirtió en su primer sencillo. Sin embargo, el mercado no respondió con tanta fuerza como con su primer disco, a pesar de que los sencillos Volver a casa y Acércate y bésame lograron llegar al número uno de 40 Principales. En 1992 editan Bailando rock & roll, tras lo cual Santos Luna deja la formación y La Trampa se convierte en dúo.
Su cuarto disco, La calle de los sueños rotos, salió a la luz en 1994 con la discográfica Ariola. Poco después, la banda termina disolviéndose.
Sin embargo, en 2011 y después de varios discos en solitario, Pablo Perea anuncia que está preparando nuevo disco que verá la luz bajo el nombre de La Trampa y que se edita a finales de 2012 con el título de Las Botas Gastadas.

## Discografía
- (1989) - "La Trampa" (título opcional: "Te esperaré")
- (1990) - "Volver a casa"
- (1992) - "Bailando rock & roll"
- (1994) - "La calle de los sueños rotos"
- (1996) - Pablo Perea: "Buscándote"
- (2001) - "Corazón de Rock & Roll" (recopilatorio sobre el repertorio de los cuatro primeros discos de La Trampa)
- (2004) - Pablo Perea: "Todo Va Bien"
- (2009) - Pablo Perea: "Mucho más que La Trampa en directo"
- (2012) - "Las botas gastadas"
- (2018) - Pablo Perea: "Talón de Aquiles"